# NGC 463
NGC 463 è una galassia lenticolare situata nella costellazione dei Pesci a una distanza di circa 264 milioni di anni luce dalla Terra.
Fu scoperta il 16 dicembre 1871 da Édouard Stephan.